# Prohibicions dels símbols comunistes
Les prohibicions dels símbols comunistes van ser introduïdes o suggerides en diversos països com a part de les seves polítiques de descomunització.

## Mapa

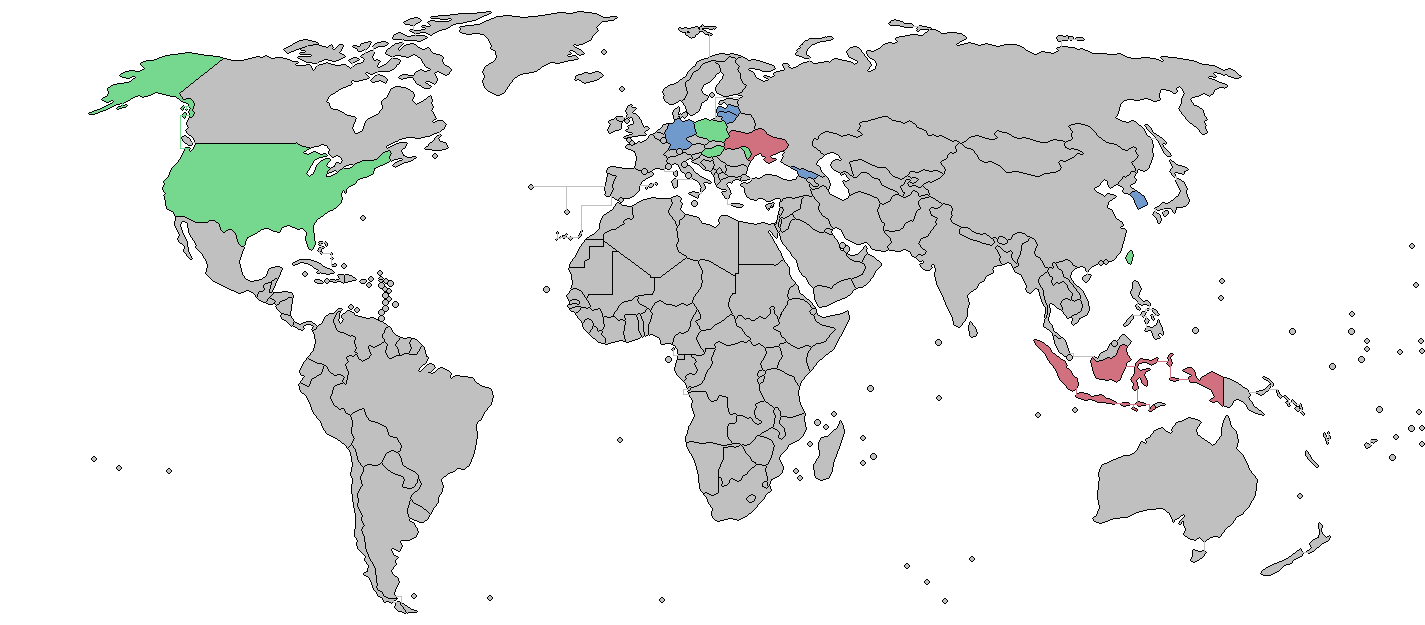

## Per país

### Albània
L'Albania Institute for Communist Crimes (ICC) va proposar la prohibició de les pel·lícules de l'època comunista, provocant reaccions hostils del públic.

### Bulgària
A Bulgària, els legisladors van votar en primera lectura una proposta de llei el 24 de novembre de 2016 per il·legalitzar l'exposició pública de símbols comunistes. La llei, coneguda com la "Característica criminal del règim comunista", exigeix que els rètols i elements creats durant el règim comunista que glorificaven l'antic partit comunista i els seus líders siguin retirats dels llocs públics. La proposta, però, no es va sotmetre mai a una segona lectura, mai va ser signada pel president de Bulgària ni publicada al Butlletí Estatal de Bulgària i, per tant, mai es va convertir en llei. Tant la sessió parlamentària com la convocatòria en què es va proposar la llei van finalitzar posteriorment, deixant així la proposta morta.

### Croàcia
L'ús de símbols feixistes i comunistes és actualment en revisió a Croàcia, una de les discussions és la prohibició de l'estrella rioja, símbol utilitzat per l'Exèrcit Popular iugoslau durant la Guerra d'Independència de Croàcia.

### República Txeca
El 1991, a Txecoslovàquia es va modificar el codi penal amb w § 260 que prohibia la propaganda de moviments que restringien els drets i les llibertats humans, citant el nazisme i el comunisme. Posteriorment es van eliminar les mencions específiques d'aquests per la seva manca de definició legal clara. No obstant això, la mateixa llei va ser reconeguda com a constitucional. El 2005, hi va haver una petició a la República Txeca per prohibir la promoció del comunisme i el 2007, hi va haver una proposta d'esmena a la llei per prohibir els símbols comunistes. Els dos intents van fracassar.

### Estònia
A principis de 2007, el Riigikogu estava tramitant un projecte de llei que modificava el Codi Penal per punir l'ús públic dels símbols soviètics i nazis si s'utilitzaven de manera que pertorbava la pau pública o incitava a l'odi. El projecte de llei no va entrar en vigor, ja que només va passar la primera lectura al Riigikogu.

### Geòrgia
A Geòrgia està prohibit l'ús de símbols de l'època soviètica als edificis governamentals, així com la seva exhibició en espais públics, tot i que les autoritats poques vegades fan complir aquesta llei. La prohibició dels símbols comunistes es va proposar per primera vegada el 2010, però no va definir les sancions aplicables. L'any 2014 es va presentar una proposta per modificar la prohibició per introduir paràmetres més clars.

### Alemanya
La bandera de la República Democràtica Alemanya (Alemanya de l'Est) va ser il·legalitzada com a símbol inconstitucional i criminal a Alemanya Occidental i Berlín Occidental, on es va anomenar Spalterflagge (bandera secessionista) fins a finals dels anys 60, quan es va aixecar la prohibició. La bandera del desaparegut Partit Comunista d'Alemanya (KPD) encara està prohibida al país en virtut de la secció 86a del codi penal alemany, mentre que el símbol de la falç i el martell es considera un símbol universal i és utilitzat legalment pel Partit Comunista Alemany contemporani (DKP) i altres organitzacions i mitjans de comunicació.

### Hongria
Hongria tenia una llei (article 269/B del Codi Penal (2000)) que prohibia l'ús de símbols de les dictadures feixistes i comunistes. El mateix any el Tribunal Constitucional va confirmar la llei quan va ser impugnada, al·legant que la limitació implicada de la llibertat d'expressió estava justificada. El juliol de 2008 el Tribunal Europeu de Drets Humans va considerar la impugnació d'Attila Vajnai, acusat d'un delicte menor per ús de l'estrella roja i va declarar que la llei hongaresa violava la llibertat d'expressió. El Tribunal va reconèixer les greus violacions dels règims nazi i comunista; tanmateix, va assenyalar que l'Hongria moderna és una democràcia estable amb possibilitats insignificants de dictadura, per tant, les restriccions a la llibertat d'expressió no tenen cap justificació al país en forma d'una "necessitat social clara, urgent i específica". Finalment, la llei va ser anul·lada el 2013 pel Tribunal Constitucional, invocant la manca de definició precisa del Tribunal Europeu de Drets Humans. El març de 2017, el primer ministre Viktor Orbán va presentar un projecte de llei que prohibeix el marxandatge amb símbols com l'esvàstica nazi o l'estrella vermella comunista de cinc puntes, inclosa la que utilitza la cervesera holandesa Heineken.

### Indonèsia

Fullets i literatura de propaganda anticomunista, culpant el Partit Comunista d'Indonèsia de ser l'actor del Moviment del 30 de Setembre

El comunisme, juntament amb el marxisme i el marxisme-leninisme, van ser prohibits oficialment a Indonèsia arran de l'intent de cop del 30 de setembre i els posteriors assassinats anticomunistes, amb l'adopció del TAP MPRS núm. 25/1966 el 1966 i Undang Undang núm. 27/1999 de l'any 1999, que segueixen vigents. La llei no declara explícitament la prohibició dels símbols del comunisme, però la policia indonèsia utilitza sovint la llei per arrestar persones que els mostren. Alguns dels seus infractors eren persones sense coneixement dels símbols del comunisme, els quals les autoritats sovint els alliberaven amb només càstigs lleus o petites multes. L'exhibició d'aquests símbols en un intent de propagar els ideals comunistes i/o marxistes-leninistes es considera una alta traïció, i podria ser castigada amb fins a vint anys de presó. Això fa d'Indonèsia un país amb una política anticomunista molt estricta en comparació amb altres països que també practicaven l'anticomunisme.
Altres símbols relacionats amb el socialisme i l'esquerra, encara que no estan prohibits oficialment per llei (ja que el socialisme democràtic es va mantenir acceptable al país), tot i que són àmpliament condemnats pel poble indonesi i considerats estretament relacionats amb el comunisme en general. Aquests inclouen l'estrella vermella, l'heràldica socialista, la bandera vermella i himnes o consignes com La Internacional i "Treballadors del món, uniu-vos!". Malgrat això, la Internacional encara es va mantenir en ús durant el Dia Internacional del Treball.
A més, des que es va instaurar el règim del Nou Ordre l'any 1967, la falç i el martell han estat estigmatitzats al país, cosa que és molt semblant a com es tracta la simbologia nazi a Occident en general. Com a tal, mostrar el símbol en públic, fins i tot sense cap intencionalitat política, encara es considera molt ofensiu, especialment entre els musulmans i els cristians indonèsia a causa d'una denúncia generalitzada de persecució religiosa per part del Partit Comunista d'Indonèsia durant els anys previs a les purgues de 1965.
Indonèsia és un dels primers països del món a prohibir els símbols comunistes, sense incloure els països de l'Eix durant la Segona Guerra Mundial.
L'abril de 2017, la policia indonèsia va detenir un turista malàisia en un hotel de Mataram per portar una samarreta amb la imatge del símbol de la falç i el martell. El turista no era conscient que els símbols comunistes estaven prohibits a Indonèsia. La policia es va apoderar de la samarreta i va deixar en llibertat el turista després de donar-li un avís. El maig de 2018, un turista rus també va ser detingut per la policia a Bali per mostrar una pancarta de la victòria soviètica, que també contenia el símbol.

### Letònia
El juny de 2013, el parlament letó va aprovar la prohibició d'exhibir símbols soviètics i nazis en tots els esdeveniments públics. La prohibició inclou banderes, himnes, uniformes, esvàstica nazi i falç i martell soviètics.

### Lituània
Lituània va prohibir els símbols soviètics i nazis el 2008 (article 188 18 del Codi d'infraccions administratives) sota l'amenaça d'una multa. La col·lecció, el comerç d'antiquaris i les activitats educatives estan exemptes de la prohibició. L'article 5 de la Llei de reunions prohibeix les reunions amb imatges nazis i soviètiques.

### Moldàvia
El 2009, la prohibició de símbols comunistes va ser proposada a Moldàvia pel parlamentari Oleg Serebryan, i la llei va entrar en vigor el 2012. El Tribunal Constitucional de Moldàvia ho va considerar inconstitucional.

### Polònia
El 2009, a Polònia es van afegir els punts § 2 a 4 a l'article 256, que prohibeixen "els símbols feixistes, comunistes o altres totalitaris" tret que s'utilitzin "com a part d'activitat artística, educativa, col·leccionista o acadèmica". El 19 de juliol de 2011, el Tribunal Constitucional de Polònia va considerar que aquesta prohibició era parcialment inconstitucional a causa de la violació de la llibertat d'expressió. El juny de 2017, Polònia va actualitzar la seva legislació de "descomunització " per incloure monuments de propaganda soviètica, provocant reaccions negatives del govern rus. Tanmateix, els símbols comunistes no estan prohibits per llei a Polònia.

### Romania
La Llei 51/1991, article 3. h) de la Seguretat Nacional de Romania considera com a amenaces a la seguretat nacional les següents: "la iniciació, organització, perpetració o suport de qualsevol manera a les accions totalitaristes o extremistes d'un comunista, feixista, guàrdia de ferro, o de qualsevol altre origen, de les accions racials, antisemites, revisionistes, separatistes que puguin posar en perill d'alguna manera la unitat i la integritat territorial de Romania, així com la instigació a fets que puguin posar en perill l'ordre de l'estat de dret". Tanmateix, els símbols no s'esmenten específicament a la llei.

### Corea del Sud
Similar a la prohibició d'Alemanya De l'oest en la bandera alemanya De l'est, la bandera coreana Del nord i la bandera del partit dels Treballadors de Corea és prohibida dins Corea del Sud com un símbol anticonstitucional encara que existeixen algunes excepcions.

### Taiwan (República de la Xina)
En virtut de les disposicions temporals contra la rebel·lió comunista (1948 a 1991), el règim del Kuomintang va il·legalitzar la bandera vermella de cinc estrelles, similar a les prohibicions de bandera promulgades a Alemanya Occidental i Corea del Sud, juntament amb la branca del Partit Comunista Xinès a la província de Taiwan el 1952. La prohibició de la ideologia i el simbolisme comunistes a la Llei de seguretat nacional de la República de la Xina va ser abolida el 2011.

### Ucraïna
L'abril de 2015, la Rada Suprema va aprovar una llei que prohibeix els símbols comunistes i nazis. Abans, l'any 2012, la ciutat de Lviv, a l'oest d'Ucraïna, va prohibir l'exposició pública de símbols comunistes. El 17 de desembre de 2015, tots els partits comunistes van ser prohibits oficialment a Ucraïna. Cantar o tocar l'antic himne de la Unió Soviètica o qualsevol altre antic himne de les repúbliques soviètiques es castiga amb una pena de fins a cinc anys de presó. El juliol de 2019, el Tribunal Constitucional va confirmar la llei, equiparant el comunisme al nazisme.

### Als Estats Units
Durant l'"ensurt vermell de 1919–20" als Estats Units, molts estats van aprovar lleis que prohibien l'exhibició de banderes vermelles, com Minnesota, Dakota del Sud, Oklahoma i Califòrnia. A Stromberg v. Califòrnia, la Cort Suprema dels Estats Units va considerar que aquestes lleis eren inconstitucionals.

## Unió Europea
El gener de 2005, Vytautas Landsbergis, amb el suport d'altres membres del Parlament Europeu, com József Szájer d'Hongria, va instar a la prohibició dels símbols comunistes a la Unió Europea, a més dels símbols nazis. El febrer de 2005, la Comissió Europea va rebutjar les peticions d'una proposta de prohibició a escala europea dels símbols nazis que s'ampliés per incloure també els símbols comunistes sobre la base que no era apropiat tractar aquest tema en normes destinades a combatre el racisme. Tanmateix, aquest rebuig no descarta que els estats membres individuals tinguin les seves pròpies lleis en aquest sentit. El desembre de 2010, la Comissió Europea va publicar un informe titulat "La memòria dels crims comesos pels règims totalitaris a Europa" dirigit al Parlament Europeu i al Consell de la Unió Europea, en el qual esmenta la prohibició dels símbols comunistes per part d'alguns estats membres. (República Txeca, Polònia, Hongria i Lituània) i conclou que "la Unió Europea té un paper a jugar, dins de l'àmbit de les seves competències en aquest àmbit, per contribuir als processos que els Estats membres s'inicien per fer front al llegat dels crims totalitaris". El setembre de 2019, el Parlament Europeu va aprovar una moció conjunta per a una "Resolució sobre la importància de la memòria europea per al futur d'Europa" amb 535 vots a favor, 66 en contra i 52 abstencions. En concret, en els punts 17 i 18 de la resolució "expressa la seva preocupació per l'ús continuat de símbols pertanyents a sistemes totalitaris en l'àmbit públic i amb finalitats comercials", així com assenyala "la continuada existència en espais públics d'alguns Estats membres de monuments" i memorials (parcs, places, carrers, etc.) que glorifiquen els règims totalitaris, que obren el camí per a la distorsió dels fets històrics sobre les conseqüències de la Segona Guerra Mundial i per a la propagació del sistema polític totalitari".